# Piotroszokształtne
Piotroszokształtne (Zeiformes) – rząd morskich ryb promieniopłetwych (Actinopterygii), blisko spokrewnionych z okoniokształtnymi (Perciformes) i beryksokształtnymi (Beryciformes). Niektóre gatunki znane były już w starożytności. W zapisie kopalnym występują od górnej kredy (†Cretazeus rinaldi, Włochy, 72 mln lat temu).

## Zasięg występowania
Strefa tropikalna, subtropikalna i umiarkowana wszystkich oceanów.

## Cechy charakterystyczne
Ciało krótkie, wysokie, silnie bocznie spłaszczone. Płetwa grzbietowa zawiera 5–10 promieni twardych. Pęcherz pławny obecny. Wiele gatunków głębinowych.

## Systematyka
Rząd obejmuje około 30 współcześnie żyjących gatunków w 6 rodzinach zgrupowanych w podrzędach:
Cyttoidei:
- Cyttidae

Zeioidei:
- Oreosomatidae
- Parazenidae
- Zeniontidae
- Grammicolepididae
- Zeidae – piotroszowate

Tradycyjnie zaliczano do tego rzędu kaproszowate (Caproidae). Badania wykazały jednak, że piotroszokształtne – po wyłączeniu z nich kaproszowatych – są taksonem monofiletycznym. Rodzina Caproidae została przeniesiona do rzędu okoniokształtnych.